# اپرای باستیل
اپرای باستیل (به فرانسوی: Opéra Bastille) (تلفظ فرانسوی   (راهنما·اطلاعات)) یک تالار اپرا واقع در پاریس، فرانسه می‌باشد. ساخت و ساز این ساختمان ۱۹۸۴ شروع شد و در سال ۱۹۸۹ همزمان با جشنهای دویست سالگی انقلاب کبیر فرانسه تاسیس شد. پرده‌های اپراخانه «باستیل» اولین بار برای اجرای اپرای «تروایی‌ها»‌ اثر هکتور برلیوز بالا رفت.
این اپرا که در میدان باستیل قرار دارد دارای ۲٬۷۴۵ نفر ظرفیت است.

## نگارخانه

- پرونده:Opera Bastille, Paris, 26 Sept. 2009.jpg
- پرونده:4030ParigiOperaBastille.JPG
- پرونده:Opéra Bastille 3, Paris June 2010.jpg